# Guadalcanal (Spanyolország)
Guadalcanal egy község Spanyolországban, Sevilla tartományban. Guadalcanal Cazalla de la Sierra, Fuente del Arco, Reina, Valverde de Llerena, Azuaga, Malcocinado és Alanís községekkel határos. Lakosainak száma 2522 fő (2024).

## Népesség
A település népessége az elmúlt években az alábbi módon változott:
| Lakosok száma | 2959 | 2918 | 2994 | 2973 | 2897 | 2805 | 2659 | 2627 | 2589 | 2522 |
|               | 2001 | 2004 | 2007 | 2009 | 2012 | 2014 | 2017 | 2019 | 2022 | 2024 |